# کمالوند غلام‌علی
کمالوند غلام‌علی، روستایی از توابع بخش مرکزی شهرستان خرم‌آباد در استان لرستان ایران است.

## جمعیت
این روستا در دهستان ده پیر قرار دارد و براساس سرشماری مرکز آمار ایران در سال ۱۳۸۵، جمعیت آن ۷۱۷ نفر (۱۷۲خانوار) بوده‌است.